# Schietpartij in Alphen aan den Rijn op 9 april 2011
De schietpartij in Alphen aan den Rijn vond plaats op zaterdag 9 april 2011 in de Zuid-Hollandse plaats Alphen aan den Rijn. Een man met een psychische stoornis schoot in winkelcentrum De Ridderhof zes mensen dood en verwondde er zeventien alvorens zichzelf om het leven te brengen.
Op 27 maart 2018 bepaalde het Gerechtshof Den Haag dat de politie van Alphen aan den Rijn de dader wegens zijn geestelijke gesteldheid geen wapenvergunning had mogen verstrekken. De politie werd veroordeeld tot het betalen van letselschade aan de slachtoffers en nabestaanden, naast eventuele overlijdensschade. De politie ging in cassatie bij de Hoge Raad, die het beroep verwierp op 20 september 2019.

## Schietpartij
Rond het middaguur schoot de dader, Tristan van der Vlis, in en bij het winkelcentrum om zich heen. Hierbij vuurde hij met een Smith & Wesson M&P15-22 gedurende enkele minuten zeker honderd schoten af. Na deze daad pleegde hij zelfmoord door zichzelf door het hoofd te schieten. Dit gebeurde in de Albert Heijn-winkel. Dit laatste deed hij met een revolver. Bij de schietpartij vielen zeven doden, onder wie de dader, en zeventien gewonden. De omgekomen slachtoffers waren drie vrouwen van 91, 68 en 45 jaar oud en drie mannen van 80, 49 en 42 jaar oud.
In de namiddag werden drie andere Alphense winkelcentra ontruimd. De dader had in zijn auto een briefje achtergelaten waarop stond dat in deze winkelcentra explosieven zouden liggen.

## Dader
Tristan van der Vlis was een 24-jarige inwoner van Alphen aan den Rijn, die lid was van Dagschutters Vereniging Nieuwkoop en een vuurwapenvergunning had waarop zijn drie legale vuurwapens vermeld stonden, de Smith & Wesson M&P15-22, een revolver van het merk Taurus 66 in het kaliber .357 Magnum en een pistool van het merk Colt in het kaliber .45 ACP. Een sportschutter in Nederland mag maximaal vijf wapens op de wapenvergunning bijschrijven, waarbij voor elk individueel wapen toestemming verleend moet worden door de schietsportvereniging en de afdeling Korpscheftaken van de politie. Eerder had Van der Vlis al psychische problemen en suïcidale neigingen, waarvoor hij tien dagen in een gesloten inrichting en in het ziekenhuis moest verblijven. Tijdens zijn daad droeg hij een kogelwerend vest.

### Voorgeschiedenis
- In februari en maart 2003, acht jaar voor de fatale schietpartij, is Tristan van der Vlis op zestienjarige leeftijd tweemaal betrokken geweest bij een schietincident met een luchtdrukwapen.[20] Deze zaak is geseponeerd.
- Hij is in 2004, een jaar na de schietincidenten uit 2003, lid geworden van schietvereniging DVN in Nieuwkoop.
- In september 2005 is hem een wapenvergunning geweigerd en is hij uit DVN gezet vanwege de eerdere incidenten in 2003. Hij vroeg in augustus 2005, op achttienjarige leeftijd, een wapenvergunning aan waardoor na onderzoek de eerdere schietincidenten uit 2003 aan het licht kwamen. De contributie die hij betaald had, is op zijn rekening teruggestort.
- Een jaar later, in september 2006, is Van der Vlis wegens een vermeend zelfmoordrisico vijftien dagen in een crisisopvang opgenomen geweest.
- Van der Vlis werd in september 2007, een jaar na zijn eerste opname en twee jaar nadat hij uit de schietvereniging gezet is, opnieuw als lid geaccepteerd bij schietvereniging DVN in Nieuwkoop. Bij deze tweede aanmelding zijn de incidenten uit 2003 en de verwijdering uit deze zelfde vereniging in 2005 onopgemerkt gebleven.
- In augustus 2008 deed hij een zelfmoordpoging waarna hij in het ziekenhuis opgenomen werd. Bijna direct daarna vroeg hij een wapenvergunning aan. Die wapenvergunning kreeg hij voor de eerste keer toegekend, ondanks de zelfmoordpoging, het protest van zijn ouders en de ziekenhuisopname twee maanden eerder.
- Vanaf 11 november 2008 kocht hij zes keer een vuurwapen en verkocht hij drie keer een vuurwapen. Hij kocht eerst drie relatief lichte vuistvuurwapens: een SIG SAUER, een Taurus 66 en een Norinco. Hij verkocht en verruilde ze voor de zwaardere en de snellere wapens de Colt .45 ACP en de Smith & Wesson M&P15-22, maar hij schafte ook weer een Taurus 66 aan. Hij kreeg in die jaren tweemaal huisbezoek van de politie voor controle, en hij kreeg twee keer een verlenging van zijn wapenvergunning. Het laatste huisbezoek van de Politie Hollands Midden vond plaats in december 2010, een maand na de laatste verlenging van zijn wapenvergunning in november 2010.
- Bij zijn laatste aankoop, op 5 januari 2011, kocht hij een semiautomatisch geweer, een Smith & Wesson M&P15-22. Dit is een klein kaliber geweer met een magazijncapaciteit van 25 schoten. Van der Vlis kocht dit wapen enkele weken na het laatste politiebezoek.

### Afloop
Met het klein kaliber semiautomatisch geweer doodde Van der Vlis drie maanden na aankoop op 9 april zes mensen in Alphen aan den Rijn en verwondde er zeventien. De dodelijke slachtoffers waren voornamelijk mensen die zich niet uit de voeten konden maken en enkelen die dicht bij de schutter in de buurt waren toen het schieten begon. De groot kaliber Taurus-revolver gebruikte hij om zelfmoord te plegen.
Wat de dader motiveerde is niet bekend. Bij onderzoek is in de afscheidsbrief een verwijzing naar twee bestanden op zijn computer gevonden, maar ook daarin kon geen duidelijk motief gevonden worden. Een van de verklaringen die wordt genoemd is misotheïsme: Van der Vlis wilde God straffen voor diens misdaden door zijn schepselen te doden.
Op verzoek van het Openbaar Ministerie werd door het Nederlands Instituut voor Forensische Psychiatrie en Psychologie een rapport uitgebracht over de psychologische toestand van Van der Vlis. Slachtoffers en nabestaanden van de schietpartij hadden in een kort geding geëist dat ze inzage zouden krijgen in dit rapport, met name om de aansprakelijkheid van de Nederlandse staat en de politie voor de wapenvergunning voor de dader boven water te krijgen. Echter zowel in februari 2013 als (in hoger beroep) in maart 2014 bepaalde de rechter dat de staat niet verplicht is deze inzage te verschaffen.
Op 27 maart 2018 vonniste het gerechtshof van Den Haag in een bodemprocedure dat de politie de dader nooit een wapenvergunning had mogen geven vanwege zijn psychische problemen. De politie werd veroordeeld tot het betalen van letselschade aan de slachtoffers en nabestaanden, evenals tot eventuele overlijdensschade.

## Herdenkingen
Een dag na de schietpartij werd er bij het winkelcentrum een herdenking gehouden. Hier waren waarnemend burgemeester Bas Eenhoorn en minister-president Mark Rutte bij aanwezig. De herdenking werd opgezet via berichten op Twitter. De gemeente heeft daarna de organisatie op zich genomen. Naar schatting waren er ruim 5000 mensen aanwezig.
De minister-president heeft in verband met de herdenkingsbijeenkomst te Alphen aan den Rijn een bijzondere vlaginstructie uitgevaardigd voor 20 april waarbij de vlag halfstok werd gehangen op alle hoofdgebouwen van de rijksoverheid.

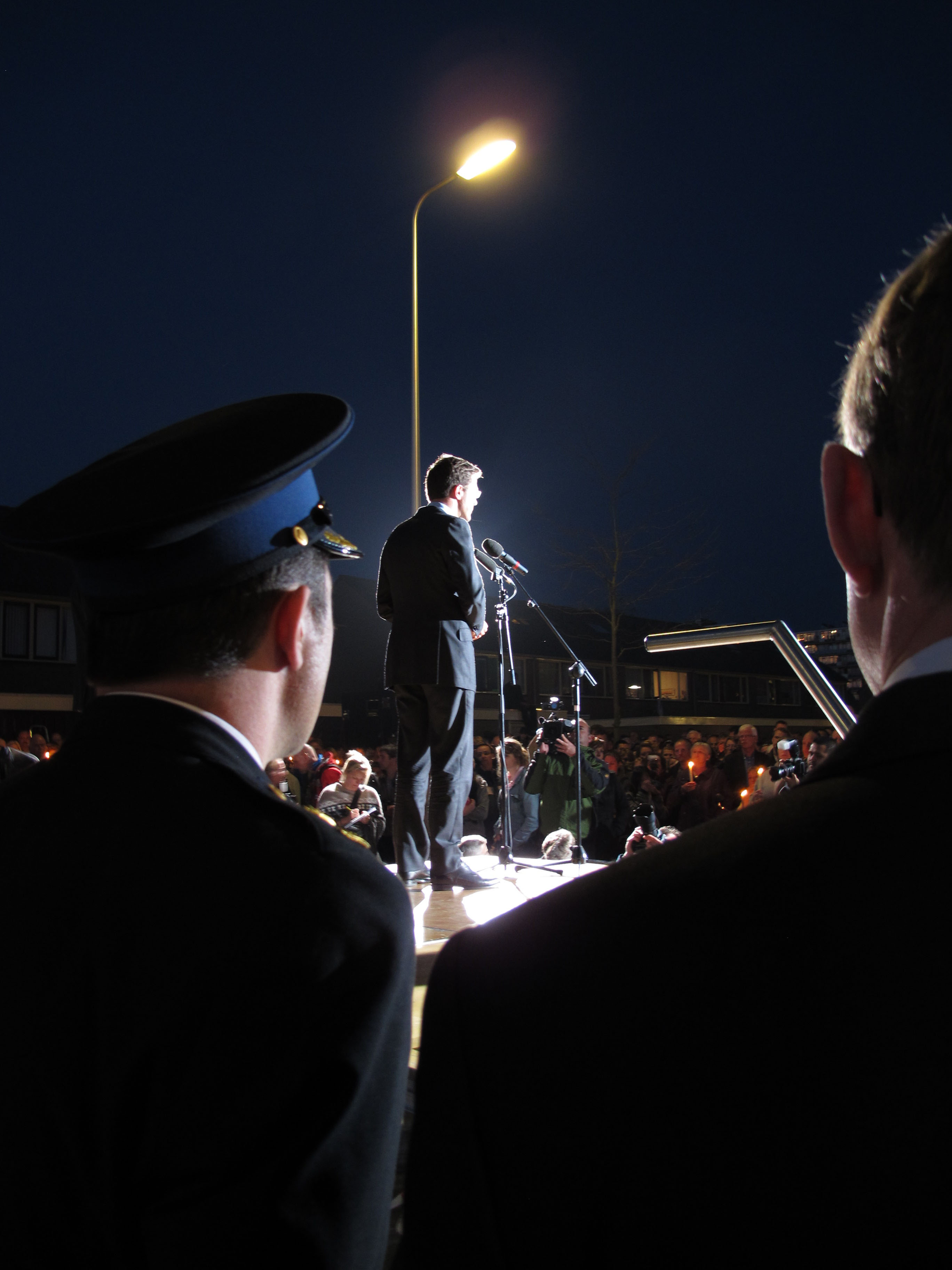
10 april 2011, minister-president Rutte spreekt de aanwezige mensen toe tijdens de herdenkingsbijeenkomst in Alphen aan den Rijn.
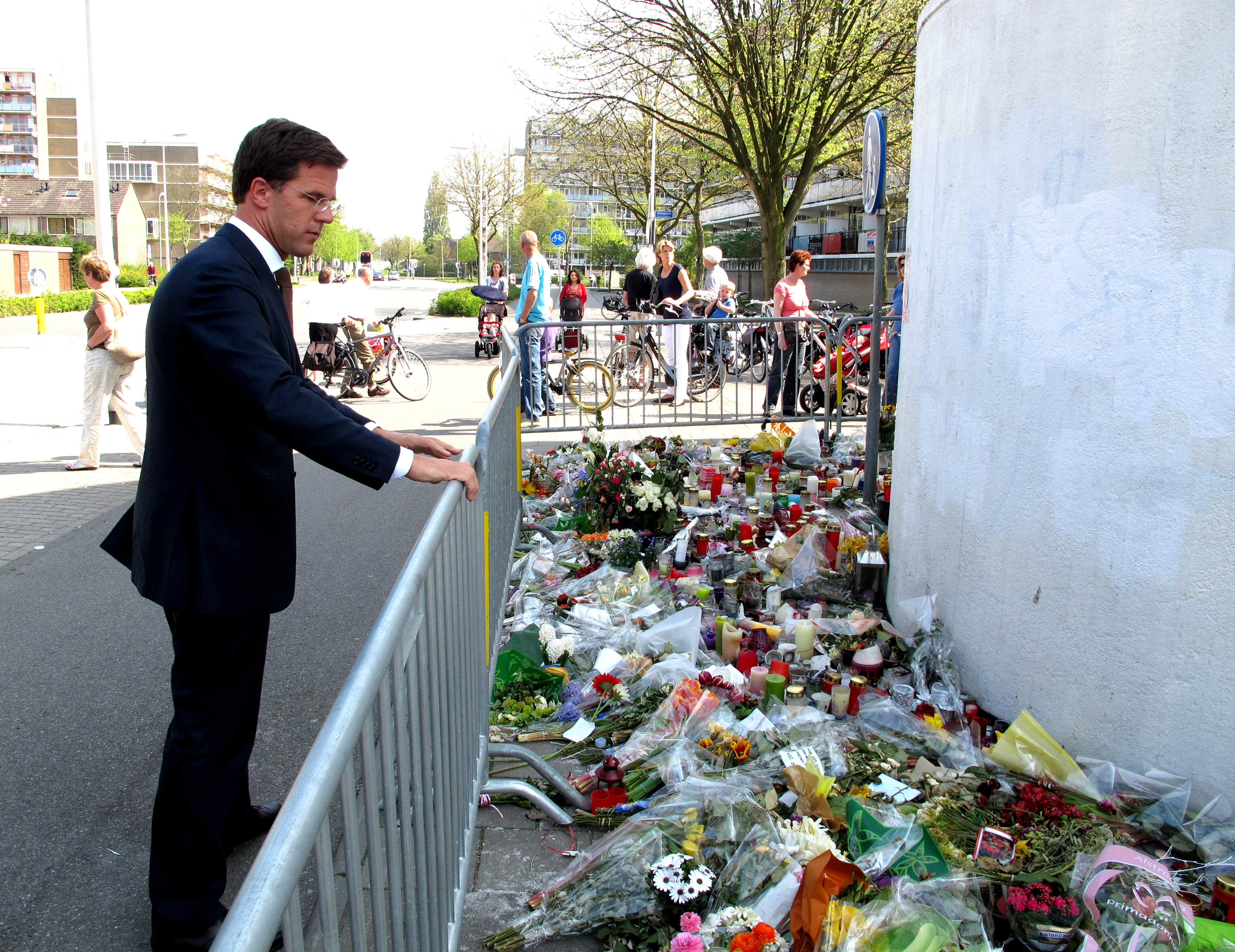
Premier Mark Rutte bekijkt de bloemenzee voor winkelcentrum De Ridderhof tien dagen na afloop van de herdenking.

## Documentatie
In 2013 verscheen het boek Het drama van Alphen van journalist Ivo van Woerden (ISBN 9789029088718).
Op 4 april 2016 zond KRO-NCRV de documentaire Het drama van Alphen, 5 jaar later uit.